# 鲨皮樱蛤
鲨皮樱蛤（学名：Tellinella pulcherrima），是帘蛤目樱蛤科樱蛤属的一种。主要分布于台湾，常栖息在浅海沙底。